# Stazione di Palermo Guadagna
La stazione di Palermo Guadagna è una fermata ferroviaria di Palermo, posta sulla tratta urbana (passante ferroviario) della linea Palermo-Trapani.

## Storia
La fermata di Guadagna venne attivata il 14 febbraio 2016 contemporaneamente alla fermata di Lolli; il successivo 16 febbraio entrambe le fermate e la fermata di Maredolce furono inaugurate alla presenza del Ministro delle Infrastrutture Graziano Delrio.

## Strutture e impianti
La fermata, realizzata in galleria artificiale, conta due binari, uno per ogni senso di marcia, serviti da due banchine laterali lunghe 125 metri; le due banchine sono raggiungibili dalla superficie attraverso due accessi indipendenti.

## Movimento
La fermata è servita dai treni del servizio ferroviario metropolitano, cadenzati a frequenza semioraria.